# Amblève (vattendrag)

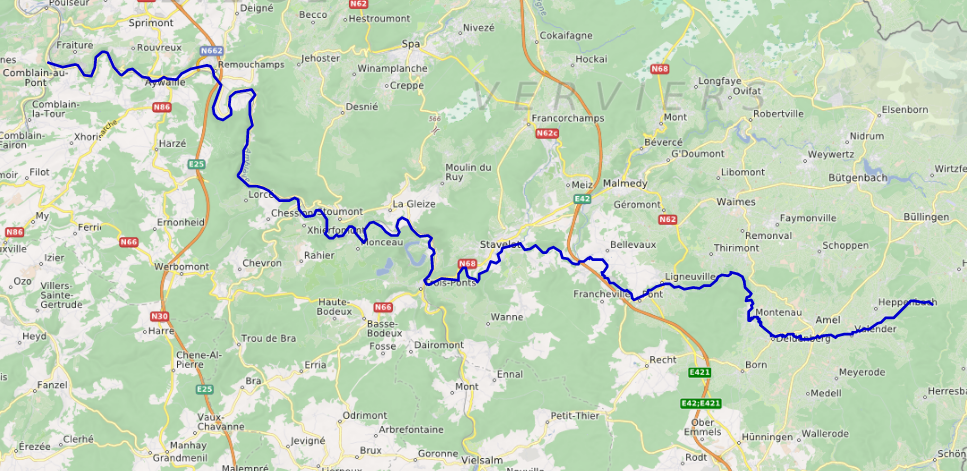
Amblèves sträckning.

Amblève är en 93 km lång högerbiflod till Ourthe Orientale i Vallonien, Belgien.
Källorna ligger utanför Büllingen i Hohes Venn, nära den tyska gränsen. Bifloderna Chefna, Ninglinspo, Warche, Eau Rouge, Salm och Lienne ansluter innan mynningen i Ourthe Orientale vid Comblain-au-Pont.